# آندره شلیفر
آندره شلیفر (زاده ۲۰ فوریه ۱۹۶۱) اقتصاددان آمریکایی روسی است که از سال ۱۹۹۱ به عنوان استاد اقتصاد در دانشگاه هاروارد به تدریس مشغول است. شلیفر در سال ۱۹۹۹ برای دومین بار به مدال جان بیتس کلارک دست یافت. فعالیت‌های او در سه حوزهٔ: امور مالی شرکت‌ها (اداره شرکت، قانون و امور مالی)، اقتصاد بازارهای مالی (انحراف از بازارهای کارآمد)، و اقتصاد گذار یا انتقالی است.
```
IDEAS/RePEc  او را به عنوان یکی از اقتصاددانان برتر جهان رتبه‌بندی کرده‌است.
[
۲
]
 شلیفر همچنین به عنوان نخستین نفر در لیست «دانشمندان حوزهٔ اقتصاد و تجارت» قرار دارد.
[
۳
]
 وی مدیر پروژه مؤسسه کمک‌های روسی مؤسسه هاروارد است که در آن به همراه همکارانش سرمایه‌گذاری‌های روسی انجام می‌دهند.
[
۴
]
```

## زندگی‌نامه
وی در یک خانوادهٔ یهودی در اتحاد جماهیر شوروی به دنیا آمد و در سال۱۹۷۶ به روچستر، نیویورک مهاجرت کرد. وی سپس ریاضیات را فرا گرفت و در سال ۱۹۸۲ لیسانس خود را از دانشگاه هاروارد گرفت. پس از این، وی در سال ۱۹۸۶ با تحصیلات دکترای خود به تحصیلات تکمیلی اقتصاد پرداخت. شلیفر به عنوان یک دانشجوی تازه‌وارد در دانشگاه هاروارد، ریاضی ۵۵ را با برد دلونگ گرفت. او گفته‌است که این دوره باعث شده‌است که او متوجه شود که قرار نیست ریاضیدان شود. شلیفر همچنین در دوران تحصیلات کارشناسی خود در دانشگاه هاروارد با مربی و استاد خود لارنس سامرز ملاقات کرد.
وی از سال ۱۹۹۱ تا کنون در وزارت اقتصاد دانشگاه هاروارد سمت مستقلی داشته‌است. پیش از این، او در دانشکده کارشناسی ارشد تجارت در دانشگاه شیکاگو و دانشگاه پرینستون تدریس می‌کرد.

## کار
اولین کار شلیفر در اقتصاد مالی بود، جایی که وی در زمینه مالی/رفتاری نقش داشت. وی همچنین با همکاری همکاران سابقش در شیکاگو، کوین مورفی و رابرت وارد ویشنی، مقالاتی تأثیرگذار در مورد اقتصاد سیاسی، اقتصاد گذار و توسعه اقتصادی نوشته‌است. مقاله آنها به نام «صنعتی شدن و فشار بزرگ» توسط پل کروگمن به عنوان یک موفقیت بزرگ که به «رکود طولانی در تئوری توسعه» پایان داد، اعتبار یافت.
شلیفر با همراهی رافائل لا پورتا، سیمئون جانکف و فلورنسیو لوپز د سیلانز نیز نقش مهمی در مطالعه اداره شرکت‌ها داشته‌است.
در سالهای اخیر، تحقیقات وی روی تئوری ریش حقوقی (که بعضاً بعنوان تئوری حقوقی/مالی نیز شناخته می‌شود) متمرکز شده‌است، و ادعا می‌کند که سنت‌های قانونی یک کشور که به آن‌ها پایبند است (مانند قانون عادی یا انواع مختلف قانون مدنی) تعیین‌کننده ای مهم هستند. بیشتر از همه توسعه اقتصادی عامل توسعه کشور است.
به استناد مدال کلارک، شلیفر به عنوان یک اقتصاددان عالی توصیف می‌شود، که در سنت قدیمی شیکاگو در ساختن مدل‌های ساده کار می‌کند و بر سازوکارهای اساسی اقتصادی تأکید می‌کند و با دقت به شواهد نگاه می‌کند. یکی از موضوعات مکرر در تحقیقات او نقش مربوط به بازارها است.